# Víctor J. Yohai
Víctor Jaime Yohai (Buenos Aires, 22 de febrero de 1939) es un estadístico argentino. Es Investigador Superior del CONICET y profesor emérito de la Universidad de Buenos Aires (UBA). Su trabajo se ha centrado principalmente en el campo de los Métodos Estadísticos Robustos.

## Biografía
Yohai se graduó como Licenciado en Ciencias Matemáticas en la Universidad de Buenos Aires en 1962. Luego se trasladó a Estados Unidos donde obtuvo el título de Doctor en Estadística de la Universidad de California en Berkeley en 1969. El título de su tesis doctoral fue "Behavior of the consumer when price information is costly". En Berkeley se desempeñó además como profesor asistente.
Al regresar a Argentina, Yohai fue profesor asistente, primero de la Universidad Nacional de La Plata (1970-1973) y luego de la Universidad de Buenos Aires (1973-1975). Continuando su carrera en la UBA consiguió su cargo de profesor titular en 1978, profesor plenario en 1991 y profesor emérito a partir de 2006.
Es Investigador Superior en la Carrera del Investigador del CONICET, desempeñándose en el Instituto de Cálculo de la Universidad de Buenos Aires. En 1998 fue director de dicho instituto durante un breve período.
Ha publicado casi ochenta artículos científicos en revistas del área de estadística y matemática.

## Premios y distinciones
- Premio Konex de Platino en Matemática (2013)[1]
- Premio Bernardo Houssay en la categoría Trayectoria de la disciplina Matemáticas (2003)
- Premio al Mérito Konex en Matemática (2003)
- Doctor honoris causa de la Universidad Carlos III de Madrid, España (2006)
- Beca ASTEF (1962-1963)
- Beca Guggenheim Memorial Foundation (1986)

## Membresías
- Vicepresidente de la Sociedad Argentina de Estadística (1980-1982)
- Presidente de la Sociedad Argentina de Estadística (1983-1984)
- Miembro del Comité Regional para América Latina de la Sociedad Bernoulli (1980-1984)
- Miembro del Consejo Directivo de la International Statistical Institute (1987- 1992)
- Miembro del Comité de Admisiones del International Statistical Institute (1997- 1998)
- Miembro del Council of the Bernoulli Society (2001-2005)
- Miembro de la Sociedad Argentina de Estadística
- Miembro de la Unión Matemática Argentina
- Miembro de la Institute of Mathematical Statistics
- Miembro de la International Statistical Institute
- Miembro de la Bernoulli Society
- Miembro de la American Statistical Association
- Miembro Titular de la Academia de Ciencias Exactas, Físicas y Naturales

## Publicaciones

### Artículos científicos
Selección de sus publicaciones más citadasː
- Yohai, V. J. (1987). High breakdown-point and high efficiency robust estimates for regression. The Annals of Statistics, 642-656.
- Maronna, R. A., & Yohai, V. J. (1976). Robust estimation of multivariate location and scatter. Wiley StatsRef: Statistics Reference Online.
- Rousseeuw, P., & Yohai, V. (1984). Robust regression by means of S-estimators. In Robust and nonlinear time series analysis(pp. 256-272). Springer, New York, NY.
- Yohai, V. J., & Zamar, R. H. (1988). High breakdown-point estimates of regression by means of the minimization of an efficient scale. Journal of the American statistical association, 83(402), 406-413.
- Martin, R. D., & Yohai, V. J. (1986). Influence functionals for time series. The annals of Statistics, 781-818.

### Libros
- Ricardo Maronna, Douglas Martin y Víctor J. Yohai. Robust Statistics: Theory and Methods, Wiley, London, 2006